# Japaratuba
Japaratuba é um município do estado de Sergipe, no Brasil.
Localizado no leste do estado e distante apenas 54 quilômetros de Aracaju, Japaratuba é um município com 374,3 quilômetros quadrados e com população estimada em 16 209 habitantes, segundo o Censo de 2022.

## Etimologia
“Japaratuba” é uma referência ao rio Japaratuba. “Japaratuba” é um termo oriundo da língua tupi. Significa “ajuntamento de japaras”, por meio da junção “Japara” e “tyba”. O termo japara se refere aos terrenos arenosos, à beira-mar, alagáveis no inverno.

## Geografia
Localiza-se a uma latitude 10° 35′ 36″ sul e a uma longitude 36° 56′ 25″ oeste, estando a uma altitude de 79 metros. Sua população estimada em 2014 era de 18 080 habitantes.
O município localiza-se na região do Vale do Contiquibá, a 54 quilômetros da capital do estado de Sergipe, no sentido norte, próximo ao litoral. Possui uma área de 374,3 quilômetros quadrados.

## São José da Caatinga

### Características Gerais
São José da Caatinga é o maior povoado do município e a segunda maior população de Japaratuba, com quase 5 mil habitantes. Sua população se compara a do município de Itabi, este com 4 972 hab. Por esse motivo, o mesmo tem um forte potencial político e desde 2006 conta com colégios eleitorais.
Mediante o crescimento da população, o povoado passou a contar com conjuntos habitacionais e novos loteamentos, tornando assim maior, tanto populacional, quanto territorial que muitos municípios de Sergipe: tais como Amparo do São Francisco, General Maynard, Telha, Pedra Mole, São Francisco, Malhada dos Bois, São Miguel do Aleixo, Santa Rosa de Lima, Cumbe e Canhoba.

### Esporte e Lazer
Oficialmente, só existe uma festa por ano. Realizada pela prefeitura de Japaratuba, no mês de março, festa já reconhecida por todo o estado, onde a cada edição bate recorde de público, chegando a duplicar a população da cidade.

## Pessoas Ilustres
- Arthur Bispo do Rosário